# Оан
Оан (яп. 応安 о:ан) — девиз правления (нэнго) японских императоров Го-Когона и Го-Энъю из северной династии, использовавшийся с 1368 по 1375 год .
В Южном Дворе в этот период правил император Тёкэй с нэнго Сёхэй (1347—1370), Кэнтоку (1370—1372) и Бунтю (1372—1375).

## Продолжительность
Начало и конец эры:
- 18-й день 2-й луны 7-го года Дзёдзи (по юлианскому календарю — 7 марта 1368);
- 27-й день 2-й луны 8-го года Оан (по юлианскому календарю — 29 марта 1375).

## Происхождение
Название нэнго было заимствовано из классического древнекитайского сочинения «Мао-ши чжэн-и» (кит. 毛詩正義, пиньинь Máo shī zhèngyì, буквально: «”Канон [стихов” в версии] Мао»):「今四方既已平、服王国之内、幸応安定」.

## События
даты по юлианскому календарю
- 1368 год (1-й год Оан) — после кончины императора Го-Мураками в Южном Дворе воцарился новый император Тёкэй[5];
- 1369 год (2-й год Оан) — Кусуноки Масанори нанёс поражение Асикага[5];
- 1370 год (3-й год Оан) — Имагава Садаё был отправлен на усмирение Кюсю[5];
- 1371 год (4-й год Оан) — попытки заключить перемирие[5];
- 1373—1406 (6-й год Оан — 13-й год Оэй) — посольства между Китаем и Японией[5];
- 1374 (7-й год Оан) — в Северном Дворе воцарился император Го-Энъю[5];

## Сравнительная таблица
Ниже представлена таблица соответствия японского традиционного и европейского летосчисления. В скобках к номеру года японской эры указано название соответствующего года из 60-летнего цикла китайской системы гань-чжи. Японские месяцы традиционно названы лунами.
| 1-й год Оан (Земляная Обезьяна)    | 1-я луна*       | 2-я луна*  | 3-я луна  | 4-я луна*               | 5-я луна  | 6-я луна  | 6-я луна (високосная) * | 7-я луна   | 8-я луна    | 9-я луна*  | 10-я луна                | 11-я луна*    | 12-я луна      |
| 23-й год Сёхэй                     | 1-я луна*       | 2-я луна*  | 3-я луна  | 4-я луна*               | 5-я луна  | 6-я луна  | 6-я луна (високосная) * | 7-я луна   | 8-я луна    | 9-я луна*  | 10-я луна                | 11-я луна*    | 12-я луна      |
| ---------------------------------- | --------------- | ---------- | --------- | ----------------------- | --------- | --------- | ----------------------- | ---------- | ----------- | ---------- | ------------------------ | ------------- | -------------- |
| Юлианский календарь                | 21 января 1368  | 19 февраля | 19 марта  | 18 апреля               | 17 мая    | 16 июня   | 16 июля                 | 14 августа | 13 сентября | 13 октября | 11 ноября                | 11 декабря    | 9 января 1369  |
| 2-й год Оан (Земляной Петух)       | 1-я луна*       | 2-я луна*  | 3-я луна  | 4-я луна*               | 5-я луна  | 6-я луна* | 7-я луна                | 8-я луна   | 9-я луна*   | 10-я луна  | 11-я луна                | 12-я луна*    |                |
| 24-й год Сёхэй                     | 1-я луна*       | 2-я луна*  | 3-я луна  | 4-я луна*               | 5-я луна  | 6-я луна* | 7-я луна                | 8-я луна   | 9-я луна*   | 10-я луна  | 11-я луна                | 12-я луна*    |                |
| Юлианский календарь                | 8 февраля 1369  | 9 марта    | 7 апреля  | 7 мая                   | 5 июня    | 5 июля    | 3 августа               | 2 сентября | 2 октября   | 31 октября | 30 ноября                | 30 декабря    |                |
| 3-й год Оан (Металлическая Собака) | 1-я луна        | 2-я луна*  | 3-я луна* | 4-я луна                | 5-я луна* | 6-я луна  | 7-я луна*               | 8-я луна   | 9-я луна*   | 10-я луна  | 11-я луна                | 12-я луна     |                |
| 1-й год Кэнтоку                    | 1-я луна        | 2-я луна*  | 3-я луна* | 4-я луна                | 5-я луна* | 6-я луна  | 7-я луна*               | 8-я луна   | 9-я луна*   | 10-я луна  | 11-я луна                | 12-я луна     |                |
| Юлианский календарь                | 28 января 1370  | 27 февраля | 28 марта  | 26 апреля               | 26 мая    | 24 июня   | 24 июля                 | 22 августа | 21 сентября | 20 октября | 19 ноября                | 19 декабря    |                |
| 4-й год Оан (Металлическая Свинья) | 1-я луна*       | 2-я луна   | 3-я луна* | 3-я луна (високосная) * | 4-я луна  | 5-я луна* | 6-я луна*               | 7-я луна   | 8-я луна    | 9-я луна*  | 10-я луна                | 11-я луна     | 12-я луна      |
| 2-й год Кэнтоку                    | 1-я луна*       | 2-я луна   | 3-я луна* | 3-я луна (високосная) * | 4-я луна  | 5-я луна* | 6-я луна*               | 7-я луна   | 8-я луна    | 9-я луна*  | 10-я луна                | 11-я луна     | 12-я луна      |
| Юлианский календарь                | 18 января 1371  | 16 февраля | 18 марта  | 16 апреля               | 15 мая    | 14 июня   | 13 июля                 | 11 августа | 10 сентября | 10 октября | 8 ноября                 | 8 декабря     | 7 января 1372  |
| 5-й год Оан (Водяная Крыса)        | 1-я луна*       | 2-я луна   | 3-я луна* | 4-я луна*               | 5-я луна  | 6-я луна* | 7-я луна*               | 8-я луна   | 9-я луна*   | 10-я луна  | 11-я луна                | 12-я луна     |                |
| 1-й год Бунтю                      | 1-я луна*       | 2-я луна   | 3-я луна* | 4-я луна*               | 5-я луна  | 6-я луна* | 7-я луна*               | 8-я луна   | 9-я луна*   | 10-я луна  | 11-я луна                | 12-я луна     |                |
| Юлианский календарь                | 6 февраля 1372  | 6 марта    | 5 апреля  | 4 мая                   | 2 июня    | 2 июля    | 31 июля                 | 29 августа | 28 сентября | 27 октября | 26 ноября                | 26 декабря    |                |
| 6-й год Оан (Водяной Бык)          | 1-я луна*       | 2-я луна   | 3-я луна  | 4-я луна*               | 5-я луна* | 6-я луна  | 7-я луна*               | 8-я луна*  | 9-я луна    | 10-я луна* | 10-я луна (високосная) * | 11-я луна     | 12-я луна      |
| 2-й год Бунтю                      | 1-я луна*       | 2-я луна   | 3-я луна  | 4-я луна*               | 5-я луна* | 6-я луна  | 7-я луна*               | 8-я луна*  | 9-я луна    | 10-я луна* | 10-я луна (високосная) * | 11-я луна     | 12-я луна      |
| Юлианский календарь                | 25 января 1373  | 23 февраля | 25 марта  | 24 апреля               | 23 мая    | 21 июня   | 21 июля                 | 19 августа | 17 сентября | 17 октября | 15 ноября                | 14 декабря    | 13 января 1374 |
| 7-й год Оан (Деревянный Тигр)      | 1-я луна        | 2-я луна*  | 3-я луна  | 4-я луна                | 5-я луна* | 6-я луна  | 7-я луна*               | 8-я луна*  | 9-я луна    | 10-я луна* | 11-я луна                | 12-я луна     |                |
| 3-й год Бунтю                      | 1-я луна        | 2-я луна*  | 3-я луна  | 4-я луна                | 5-я луна* | 6-я луна  | 7-я луна*               | 8-я луна*  | 9-я луна    | 10-я луна* | 11-я луна                | 12-я луна     |                |
| Юлианский календарь                | 12 февраля 1374 | 14 марта   | 12 апреля | 12 мая                  | 11 июня   | 10 июля   | 9 августа               | 7 сентября | 6 октября   | 5 ноября   | 4 декабря                | 3 января 1375 |                |
| 8-й год Оан (Деревянный Кролик)    | 1-я луна*       | 2-я луна   | 3-я луна  | 4-я луна*               | 5-я луна  | 6-я луна* | 7-я луна                | 8-я луна*  | 9-я луна    | 10-я луна* | 11-я луна*               | 12-я луна     |                |
| 1-й год Тэндзю                     | 1-я луна*       | 2-я луна   | 3-я луна  | 4-я луна*               | 5-я луна  | 6-я луна* | 7-я луна                | 8-я луна*  | 9-я луна    | 10-я луна* | 11-я луна*               | 12-я луна     |                |
| Юлианский календарь                | 2 февраля 1375  | 3 марта    | 2 апреля  | 2 мая                   | 31 мая    | 30 июня   | 29 июля                 | 28 августа | 26 сентября | 26 октября | 24 ноября                | 23 декабря    |                |

* звёздочкой отмечены короткие месяцы (луны) продолжительностью 29 дней. Остальные месяцы длятся 30 дней.